# TT Isla de Man de 1973
El TT Isla de Man de 1973 fue la quinta prueba de la temporada 1973 del Campeonato Mundial de Motociclismo. El Gran Premio se disputó el 4 y 8 de junio de 1973 en el Snaefell Mountain Course.
Primera carrera después de la tragedia de Monza, el TT sufrió el boicot de casi todos los pilotos del circo mundial, ya poco inclinados a participar después de la muerte de Gilberto Parlotti del año anterior.
A las categorías del Campeonato Mundial se le unieron los de la categoría "Production" (250, 500 y 750), Fórmula 750 y la de los sidecars clase 750 (ambos celebrados el 5 de junio). Las carreras de "Production" fueron ganadas por Charlie Williams (Yamaha 250), Bill Smith (Honda 500) y Tony Jefferies (Triumph 750); el de la Fórmula 750 de Peter Williams (Norton - John Player 750 monocasco); el del sidecar 750 de la tripulación Klaus Enders / Ralf Engelhardt (BMW).

## Resultados Sénior 500cc
Con el gran grupo de favoritos ausentes, pilotos anglosajones tuvieron su oportunidad de victoria. Así pues, también lo hizo Jack Findlay, que ganó, seguido por Peter Williams. El tercero fue Charlie Sanby con un Suzuki. Mick Grant había liderado inicialmente la carrera con su 352cc - Yamaha TZ 350, e incluso hizo la vuelta más rápida. pero en la tercera vuelta se resbaló sobre una mancha de petróleo en Parliament Square en Ramsey y cayó.
| Pos.    | Piloto           | Equipo          | Tiempo       | Pts. |
| ------- | ---------------- | --------------- | ------------ | ---- |
| 1       | Jack Findlay     | Suzuki          | 2h 13' 45" 2 | 15   |
| 2       | Peter Williams   | Matchless       | +1' 14" 2    | 12   |
| 3       | Charlie Sanby    | Suzuki          | +1' 42" 4    | 10   |
| 4       | Alex George      | Yamaha          | +3' 49"      | 8    |
| 5       | Roger Nicholls   | Suzuki          | +4' 45"      | 6    |
| 6       | David Hughes     | Matchless       | +6' 49"      | 5    |
| 7       | Dudley Robinson  | Suzuki          | +7' 47" 6    | 4    |
| 8       | John Taylor      | Suzuki          | +9' 31" 6    | 3    |
| 9       | Selwyn Griffiths | Matchless       | +10' 40"     | 2    |
| 10      | Graham Bailey    | Kawasaki        | +10' 41"     | 1    |
| Ret     | Mick Grant       | Yamaha          | Ret          |      |
| Ret     | Tony Jefferies   | Crooks-Suzuki   | Ret          |      |
| Ret     | John Williams    | Arter-Matchless | Ret          |      |
| Ret     | Jan Kostwinder   | Yamaha          | Ret          |      |
| Ret     | Tony Rutter      | Yamaha          | Ret          |      |
| Ret     | Stan Woods       | Suzuki          | Ret          |      |
| Ret     | Derek Chatterton | Yamaha          | Ret          |      |
| Ret     | Charlie Williams | Johnson-Yamaha  | Ret          |      |
| Ret     | Billie Guthrie   | Danfay-Yamaha   | Ret          |      |
| Ret     | Tommy Robb       | Danfay-Yamaha   | Ret          |      |
| Ret     | Jim Curry        | Honda           | Ret          |      |
| Fuente: |                  |                 |              |      |

## Resultados Júnior 350cc
En Junior TT, Tony Rutter ganó la carrera, seguido de Ken Huggett y John Williams. Los primeros 21 clasificados montaron una Yamaha. Mick Grant había liderado la carrera, pero tuvo que hacer una parada en boxes de doce minutos para reparar un soporte roto de su tina aerodinámica.
| Pos. | Piloto           | Moto           | Tiempo       | Pts. |
| ---- | ---------------- | -------------- | ------------ | ---- |
| 1    | Tony Rutter      | Yamaha         | 1h 50' 58" 8 | 15   |
| 2    | Ken Huggett      | Yamaha         | +1' 32" 8    | 12   |
| 3    | John Williams    | Yamaha         | +1' 50" 6    | 10   |
| 4    | Barry Randle     | Yamaha         | +2' 11" 4    | 8    |
| 5    | Phil Carpenter   | Yamaha         | +2' 47"      | 6    |
| 6    | Derek Chatterton | Yamaha         | +3' 37" 2    | 5    |
| 7    | Alex George      | Yamaha         | +3' 37" 4    | 4    |
| 8    | Helmut Kassner   | Yamaha         | +6' 01" 4    | 3    |
| 9    | Tom Dickie       | Yamaha         | +6' 05" 6    | 2    |
| 10   | Paul Cott        | Yamsel         | +6' 25" 4    | 1    |
| 11   | Gyula Marsovszky | Yamaha         |              |      |
| 14   | Jan Kostwinder   | Yamaha         |              |      |
| 16   | Tommy Robb       | Danfay-Yamaha  |              |      |
| Ret  | Tom Herron       | Yamaha         | Ret          |      |
| Ret  | Mick Grant       | Yamaha         | Ret          |      |
| Ret  | Billie Guthrie   | Danfay-Yamaha  | Ret          |      |
| Ret  | Jim Curry        | Honda          | Ret          |      |
| Ret  | Tony Jefferies   | Yamaha         | Ret          |      |
| Ret  | Charlie Williams | Johnson-Yamaha | Ret          |      |

## Resultados Lightweight 250cc
Debido al boicot de los mejores pilotos, el Lightweight 250 cc TT se convirtió en un evento nacional, ganado por Charlie Williams, por delante de John Williams y Bill Rae , todo con una Yamaha.
| Pos. | Piloto           | Moto          | Tiempo    | Pts. |
| ---- | ---------------- | ------------- | --------- | ---- |
| 1    | Charlie Williams | Yamaha        | 1:30'30"0 | 15   |
| 2    | John Williams    | Yamaha        | +24"6     | 12   |
| 3    | Bill Rae         | Yamaha        | +1'05"4   | 10   |
| 4    | Derek Chatterton | Yamaha        | +1'53"0   | 8    |
| 5    | Alex George      | Yamaha        | +1'57"0   | 6    |
| 6    | Tony Rutter      | Yamaha        | +2'18"0   | 5    |
| 7    | Phil Carpenter   | Yamaha        | +2'42"8   | 4    |
| 8    | Helmut Kassner   | Yamaha        | +3'09"6   | 3    |
| 9    | Tom Herron       | Yamaha        | +3'13"4   | 2    |
| 10   | Barry Randle     | Yamaha        | +3'46"2   | 1    |
| 23   | Tommy Robb       | Danfay-Yamaha | Ret       |      |
| Ret  | Jan Kostwinder   | Yamaha        | Ret       |      |

### Lightweight 125 cc TT
Tommy Robb ganó la Lightweight 125 cc TT, por delante del holandés Jan Kostwinder y Neil Tuxworth.
| Pos. | Corredor          | Moto           | Tiempo    | Pts. |
| ---- | ----------------- | -------------- | --------- | ---- |
| 1    | Tommy Robb        | Yamaha         | 1:16'23"6 | 15   |
| 2    | Jan Kostwinder    | Yamaha         | +58"0     | 12   |
| 3    | Neil Tuxworth     | Yamaha         | +2'03"6   | 10   |
| 4    | Ivan Hodgkinson   | Yamaha         | +3'02"4   | 8    |
| 5    | Alan Jones        | Maico          | +5'08"0   | 6    |
| 6    | Lindsay Porter    | Honda          | +5'52"8   | 5    |
| 7    | Clive Horton      | Yamaha         | +5'59"6   | 4    |
| 8    | Richard Stevens   | Maico          | +6'23"4   | 3    |
| 9    | Bob Ware          | Yamaha         | +6'24"4   | 2    |
| 10   | John Kiddie       | Honda          | +6'44"0   | 1    |
| DNF  | Charlies Williams | Johnson-Yamaha | Ret       |      |